# Liga Leumit 1975-1976
La Liga Leumit 1975-1976 è stata la 35ª edizione della massima serie del campionato israeliano di calcio.
Presero parte al torneo 18 squadre, che si affrontarono in un girone all'italiana con partite di andata e ritorno. Per ogni vittoria si assegnavano due punti e per il pareggio un punto.
Al fine di riportare il numero delle squadre partecipanti alla prima divisione a 16, le ultime quattro classificate sarebbero state retrocesse in Liga Alef, dalla quale sarebbero state promosse le prime due classificate.
Il torneo fu vinto, per la seconda volta consecutiva (e in assoluto), dall'Hapoel Be'er Sheva.
Capocannoniere del torneo fu Oded Mahnes, del Maccabi Netanya, con 21 goal.

## Squadre partecipanti
| Club                 | Città       |
| -------------------- | ----------- |
| Beitar Gerusalemme   | Gerusalemme |
| Beitar Tel Aviv      | Tel Aviv    |
| Bnei Yehuda          | Tel Aviv    |
| Hakoah Ramat Gan     | Ramat Gan   |
| Hapoel Be'er Sheva   | Be'er Sheva |
| Hapoel Gerusalemme   | Gerusalemme |
| Hapoel Hadera        | Hadera      |
| Hapoel Haifa         | Haifa       |
| Hapoel Kfar Saba     | Kfar Saba   |
| Hapoel Petah Tiqwa   | Petah Tiqwa |
| Hapoel Tel Aviv      | Tel Aviv    |
| Maccabi Giaffa       | Giaffa      |
| Maccabi Haifa        | Haifa       |
| Maccabi Netanya      | Netanya     |
| Maccabi Petah Tiqwa  | Petah Tiqwa |
| Maccabi Ramat Amidar | Ramat Gan   |
| Maccabi Tel Aviv     | Tel Aviv    |
| Shimshon Tel Aviv    | Tel Aviv    |

## Classifica finale
|                     | Pos. | Squadra              | Pt | G  | V  | N  | P  | GF | GS | DR  |
| ------------------- | ---- | -------------------- | -- | -- | -- | -- | -- | -- | -- | --- |
| Campione di Israele | 1.   | Hapoel Be'er Sheva   | 42 | 34 | 14 | 14 | 6  | 40 | 29 | +11 |
|                     | 2.   | Beitar Gerusalemme   | 40 | 34 | 12 | 16 | 6  | 48 | 32 | +16 |
|                     | 3.   | Hapoel Haifa         | 38 | 34 | 13 | 12 | 9  | 30 | 24 | +6  |
|                     | 4.   | Maccabi Netanya      | 37 | 34 | 14 | 9  | 11 | 58 | 39 | +19 |
|                     | 5.   | Hapoel Kfar Saba     | 36 | 34 | 11 | 14 | 9  | 35 | 27 | +8  |
|                     | 6.   | Shimshon Tel Aviv    | 36 | 34 | 10 | 16 | 8  | 44 | 36 | +8  |
|                     | 7.   | Maccabi Tel Aviv     | 35 | 34 | 13 | 9  | 12 | 38 | 34 | +4  |
|                     | 8.   | Maccabi Petah Tiqwa  | 35 | 34 | 12 | 11 | 11 | 37 | 36 | +1  |
|                     | 9.   | Maccabi Haifa        | 35 | 34 | 10 | 15 | 9  | 28 | 27 | +1  |
|                     | 10.  | Hapoel Tel Aviv      | 35 | 34 | 12 | 11 | 11 | 28 | 28 | 0   |
|                     | 11.  | Maccabi Giaffa       | 35 | 34 | 10 | 15 | 9  | 28 | 30 | -2  |
|                     | 12.  | Beitar Tel Aviv      | 35 | 34 | 12 | 11 | 11 | 28 | 33 | -5  |
|                     | 13.  | Hapoel Gerusalemme   | 34 | 34 | 12 | 10 | 12 | 39 | 39 | 0   |
|                     | 14.  | Hakoah Ramat Gan     | 34 | 34 | 10 | 14 | 10 | 30 | 34 | -4  |
|                     | 15.  | Hapoel Petah Tiqwa   | 33 | 34 | 10 | 13 | 11 | 27 | 28 | -1  |
|                     | 16.  | Hapoel Hadera        | 25 | 34 | 6  | 13 | 15 | 20 | 44 | -24 |
|                     | 17.  | Bnei Yehuda          | 24 | 34 | 6  | 12 | 16 | 26 | 48 | -22 |
|                     | 18.  | Maccabi Ramat Amidar | 23 | 34 | 6  | 11 | 17 | 24 | 40 | -16 |

## Verdetti
- Hapoel Be'er Sheva campione di Israele 1975-1976
- Hapoel Petah Tiqwa, Hapoel Hadera, Bnei Yehuda e Maccabi Ramat Amidar retrocessi in Liga Artzit 1976-1977
- Hapoel Yehud e Hapoel Akko   promossi in Liga Leumit 1976-1977